# Palazzo Santoro
Il Palazzo Santoro di Salerno si affaccia sul Lungomare Trieste e costituisce uno dei rari esempi architettonici in stile Coppedè esistenti in Campania.

## L'edificio
L'edificio fu realizzato dall'architetto Matteo D'Agostino, amico e ammiratore dell'artista toscano Gino Coppedè.
La realizzazione fu promossa per dare risposta alla necessità di avere un fronte continuo che chiudesse verso il mare la prospettiva della traversa Conforti, inquadrando simmetricamente rispetto alla Statua della Libertà il largo antistante.
Al momento di scegliere il progetto si optò per un edificio dalle dimensioni planimetriche notevoli, (1250 m², ben superiori agli altri edifici civili già presenti sul Corso Garibaldi e sulla via Roma.
I lavori, finanziati dalla famiglia Santoro, furono eseguiti tra il 1922 ed il 1924 sul progetto di Matteo D'Agostino che nel suo edificio, concepito secondo il gusto eclettico della Salerno di quegli anni, per certi aspetti sembra addirittura aver superato il Maestro.
Palazzo Santoro presenta gli elementi caratteristici dello stile Coppedè - come il bugnato al piano terra, colonne, decorazioni, balconate e loggiate, torri, torrette, leoni ornamentali, fregi, decori, puttini ed anche il caratteristico ed esclusivo grande cappello di copertura. Tali elementi trovano però una nuova ed originale sintesi nel Palazzo salernitano che ne fanno un unicum per dimensioni, (ben sette piani fuori terra più terrazze laterali sormontate da un torrino centrale), articolazione degli elementi ed esposizione, tanto da essere un autentico monumento che decora con la propria presenza il Lungomare cittadino e si offre alla vista con la sua architettura eclettica, fantasiosa, bizzarra e fiabesca insieme.
Nell'aprile 2012, dopo un controllo dei vigili del fuoco, furono riscontrate delle crepe in alcune abitazioni dell'edificio, poiché l'ultimo piano risulta poggiare sul solaio del piano sottostante anziché sulle fondamenta.